# William Montgomery Thomson
William Montgomery Thomson (1877-1963) est un officier supérieur de l'armée britannique qui est devenu gouverneur militaire de Bakou en 1918.

## Biographie
Né le 2 décembre 1877, William Thomson a fait ses études à la Bedford School (en). En 1897, il rejoint les Seaforth Highlanders. Il a servi au Soudan en 1898. Pendant la Première Guerre mondiale, il a commandé la 1re Seaforth Highlanders en France et en Mésopotamie entre 1915 et 1916, une brigade entre 1916 et 1917, et une division entre 1917 et 1918. Entre septembre 1918 et mai 1919, il commanda la Force Perse du Nord puis les forces britanniques dans le Caucase du Sud.
Le 16 novembre 1918, à Bandar-e Anzali, Thomson rencontre Nassib Youssifbeyli, Musa bey Rafiyev et Ahmet Ağaoğlu, des représentants du Müsavat, le parti au pouvoir de la République démocratique d'Azerbaïdjan (RDA). Il a exposé ses objectifs qui sont : premièrement d'assurer l'évacuation des unités militaires de l'Armée ottomane et de la RDA de Bakou, deuxièmement l'interdiction des troupes arméniennes de pénétrer dans Bakou, troisièmement la mise en place d'une administration britannique de la milice locale, quatrièmement la facilitation de l'approvisionnement en pétrole des champs pétrolifères de Bakou pour les Britanniques, et cinquièmement sécuriser le terminus oriental du Chemin de fer transcaucasien. Il a nié que les Britanniques interféraient dans les affaires intérieures. « Le principe de l'autodétermination des peuples décidé lors de la conférence de paix de Paris à partir de laquelle l'Azerbaïdjan ne sera pas exclu. »
Le général Thompson est arrivé à Bakou le lendemain avec environ 2 000 soldats de l'armée indienne britannique et un détachement de troupes russes commandées par Nikolaï Baratov. Cela a été accueilli avec enthousiasme par les Russes de Bakou. L'une des premières actions de Thomson est d'ordonner l'enlèvement du drapeau de la RDA, il se déclare lui-même gouverneur militaire de Bakou et y instaure la loi martiale. Il a également fait l'éloge de la Russie, en déclarant : « Les Alliés ne peuvent pas rentrer chez eux sans le rétablissement de l'ordre en Russie et en la plaçant dans une position de reprendre sa place parmi les nations du monde. »
Thomson a pris sa retraite de l'armée britannique en 1934. Il est décédé le 23 juillet 1963.

## Famille
Son frère ainé est Henry Broughton Thomson (1870-1939), député provincial de Victoria City en Colombie-Britannique. Un autre frère, l'avocat Thomas Weldon Thomson, épouse la militante féministe Gwyneth Marjory Bebb (1889-1921).

## Distinctions et récompenses
- Ordre de Saint-Michel et Saint-Georges
- Ordre du Bain
- Croix militaire